# Liste der Wappen im Landkreis Freising
Die Liste der Wappen im Landkreis Freising zeigt die Wappen der Gemeinden im bayerischen Landkreis Freising.

## Landkreis Freising

Landkreis Freising Unter Schildhaupt mit den bayerischen Rauten gespalten von Gold und Rot; vorne ein linksgewendeter, rot gekrönter schwarzer Mohrenkopf mit rotem Ohrring, hinten eine silberne Rose.
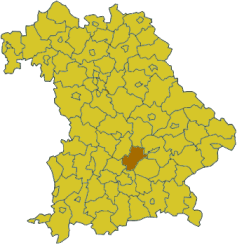
Lage des Landkreises Freising in Bayern
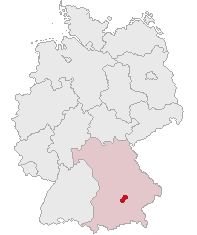
Lage des Landkreises Freising in Deutschland

## Wappen der Städte, Märkte und Gemeinden

Gemeinde Allershausen In Rot über einem dem unteren Schildrand folgenden goldenen Seil ein doppelbärtiger, silberner Schlüssel.
Gemeinde Attenkirchen In Blau ein rot bewehrter silberner Löwe, der eine goldene Hopfendolde in den Pranken hält.
Markt Au i.d.Hallertau In Grün drei zwei zu eins gestellte silberne heraldische Rosen mit goldenen Butzen und Kelchblättern.
Gemeinde Eching Geteilt von Gold und Blau; oben ein rot gekrönter Mohrenkopf, unten ein schwebendes goldenes Andreaskreuz zwischen zwei goldenen Blüten.
Gemeinde Fahrenzhausen In Silber eine eingeschweifte blaue Spitze, darin über gesenktem silbernem Wellenbalken eine silberne Schalenwaage, die mit fünf roten Edelsteinen besetzt ist; rechts oben ein links gewendeter, rot bekrönter schwarzer Mohrenkopf mit rotem Ohrring und rotem Kragen, links oben ein rotes Beil.
Große Kreisstadt Freising Unter Schildhaupt mit den bayerischen Rauten in Gold ein schreitender schwarzer Bär, der auf dem Rücken ein mit silbernen Bändern verschnürtes rotes Bündel trägt.
Gemeinde Gammelsdorf In Blau eine aus dem unteren Schildrand wachsende, senkrechte silberne Lanze, unten belegt mit einem goldenen Armbrustbolzen und goldenem Morgenstern.
Gemeinde Haag a.d.Amper In Rot ein gesenkter silberner Wellenschrägbalken, darüber ein steigender, herschauender silberner Löwe.
Gemeinde Hallbergmoos In Silber auf grünem Boden ein grüner Eichbaum, beseitet von je einem schwebenden grünen Rohrstängel mit schwarzem Kolben.
Gemeinde Hohenkammer Gespalten; vorne in Silber eine rote Barte, hinten im Eisenhutschnitt gespalten von Rot und Gold.
Gemeinde Hörgertshausen In Silber eine rote Doppelstufe, überdeckt von einem schräglinks gestellten Schwert in verwechselten Farben.
Gemeinde Kirchdorf a.d.Amper Über silbernem Wellenbalken in Rot zwei aufrechte, abgewendete goldene Hirschstangen, darüber ein aufrechter silberner Schlüssel mit gegabeltem Bart.
Gemeinde Kranzberg In Blau auf goldenem Dreiberg ein silberner Kranich.
Gemeinde Langenbach Unter silbernem Schildhaupt, darin eine rote Krone, in Blau unter erhöhtem silbernem Wellenbalken drei, zwei zu eins gestellte, runde goldene Brote.
Gemeinde Marzling Über blauem Wellenschildfuß, dem ein goldener Wellenbalken aufgelegt ist, in Gold ein wachsendes oberhalbes rotes Mühlrad, darüber eine rote Krone mit drei blauen Steinen.
Gemeinde Mauern In Rot eine silberne Doppelzinne, darüber eine schwebende, liegende goldene Raute.
Stadt Moosburg a.d.Isar Geteilt von Silber und Rot; oben zwei rote heraldische Rosen, unten eine silberne heraldische Rose, alle mit goldenen Butzen.
Markt Nandlstadt In Rot auf einer runden silbernen Schüssel das bärtige Haupt des heiligen Johannes des Täufers.
Gemeinde Neufahrn b.Freising In Grün aus einer gekürzten goldenen Spitze, darin ein schwarzes Zahnrad, wachsend ein goldenes Wiederkreuz.
Gemeinde Paunzhausen In Blau zwischen einem schwebenden goldenen Kreuzstab mit silbernem Band und drei pfahlweise gestellten sechsstrahligen goldenen Sternen auf silbernem Dreiberg ein silberner Turm.
Gemeinde Rudelzhausen In Blau ein silberner Pferderumpf, zwischen den Vorderbeinen ein senkrechter, links gewendeter, goldener Bischofsstab.
Gemeinde Wang In Silber ein blauer Wellenbalken, oben ein oberhalber roter Karfunkelstein mit fünf geblumten Stacheln, unten nebeneinander zwei abgewandte blaue Pflugscharen.
Gemeinde Wolfersdorf In Gold eine grüne Hopfenranke mit Blatt und drei Hopfendolden, davor ein aufspringender rot bewehrter schwarzer Wolf.
Gemeinde Zolling In Gold über blauen Wellen eine rote Holzbrücke mit silber-blau gerauteten Geländerstangen, darunter schwebend ein rot gekrönter schwarzer Mohrenkopf.

## Ehemalige Gemeinden mit eigenem Wappen

Gemeinde Großnöbach